# Epacris corymbiflora
Epacris corymbiflora är en ljungväxtart som beskrevs av J. D. Hook. Epacris corymbiflora ingår i släktet Epacris och familjen ljungväxter. Inga underarter finns listade i Catalogue of Life.